# 怪人ようちえん -monster's kindergarten-
『怪人ようちえん -monster's kindergarten-』（かいじんようちえん モンスターズ キンダーガーテン）は、新貝田鉄也郎による日本の漫画。
『ウルトラジャンプ』（集英社）2014年9月号から2019年2月号まで連載された。単行本は全4巻。

## あらすじ
世界征服を目論む悪の秘密結社・ヘイトロンが並都市に設立した教育機関「私立並都幼稚園」。そこでは改造手術を受けた少年少女が、人間の社会に紛れ込み怪しまれないための知識・技術を日々友達と学び成長している。

## 登場人物

### へび組
出雲いと
クモエンジ。130cm程。野心家で首領の座を狙い現総統を狙う事もある。
注射・風呂嫌い。泳げないが自転車には乗れる。サンタの存在を信じている。カードゲームでは勝ったら容赦なく相手からカードを強奪するタイプ。
頭頂部からクモ糸を放出する。クモ糸は人間を拘束・殺害でき、形態も自由に変化出来る。
小森こえ
コウモリエンジ。12歳。150cm程。体重はへび組一位。改造手術を受ける前の記憶を持っていない。自転車に乗れない。
共鳴増幅型（エコーブースト）。パニックになった時や本気の泣き声から出る超音波は強力で、プールを凍らせた氷をも砕く。
岡牧りお
カマキリエンジ。身長は中学生位で体重は同年代より軽い。サンタの存在を信じている。時々園に来る成人部の大月を若干意識している。
門倉じゅん
モグラエンジ。136cm程。争いを好まない性格。地中を自在に掘り進み巨大な岩をも粉砕する能力を持つが強い日差しが苦手。家は平都団地。
伊良部小梅
ウミヘビエンジ。5歳。133cm程。突然へび組に編入して来た。眼光は鋭くクールな性格。帰宅しても勉強や訓練は欠かさない。サンタを信じている。
安住乗一郎
ウマエンジ。座高はへび組一位。普段は馬の顔だが感情が高ぶると理由は不明だがイケメンとなる。
本人はユニコーンエンジの「鐙乗得（あぶみ じょえる）」と名乗っている。
名前不明
シマウマエンジ。本人はペガサスエンジを名乗る。
名前不明
ロバエンジ。本人はスレイプニルエンジを名乗る。
名前不明
キリンエンジ。本人は麒麟エンジを名乗る。
唐橋太
カラスエンジ。転入生。7歳位。120cm・25kg程。自分を拉致し改造手術をさせたヘイトロンを憎んでいる。
亀井レオ
カメレオンエンジ。5歳。岡牧りおに憧れている。

### わし組
潜入調査や暗殺、スパイ活動、姿を見せないままでの大量殺戮といった作戦を担う怪人の育成を主としている。
毒島沙織
サソリエンジ。9歳。わし組の園児からは「沙織お嬢様」と呼ばれる。
以前までは「須田れあん」という芸名だったが、現在は「朱凰ピコ」として芸能界への潜入作戦を実行している。子役やキッズモデルの仕事をこなし多くのファンを獲得している。
あらゆる毒に抵抗を持つ。「組別対抗 ちびっこ相撲大会」では組の大将を務めるが、上に何も着ず裸に褌という正しい姿で土俵に上がってしまったため失格となった。
東堂飛鳥
トドエンジ。非常に穏やかな性格。語尾に「らし」を付ける。
トドやアシカといった海生動物の能力を持つ。水中・氷上の活動が得意なためスケートに関しても造作もない。プール全体を凍らせる力を持つ。
茸石きな子（たけいし -）
キノコエンジ。4歳。
吸引した者に幻覚を見せる毒の胞子を作り出せる。その幻覚は一晩寝るか自分を倒さない限り解除は不能。
影丸エリオ
エリマキトカゲエンジ。足の速さは園内トップクラス。
蔵下月子（くらもと -）
クラゲエンジ。10歳。自分を半液状化しどこにでも潜入する事が出来る。無数の毒の棘で自身に触れた者を自動的に反撃する能力を持つ。
檜垣エル
ガマエンジ。沼地といった環境での活動を得意とする。巨大な体をしており目から毒液を噴出する。全身を覆う粘液は触れた相手の動きを封じたり攻撃を受け流したりもする。
宇黒日世
クロヒョウ（パンサー）エンジ。特別進学科所属。プライドが高く全園児をライバル視している。こえと水着対決をするが、水に濡れるのが嫌いな上、泳げない。

### 教師
伊良部桜子
へび組の担任。コブラの怪人。冬になると冬眠を理由にサボる。
吉良美波里（きら びばり）
ハチの改造人間。ヘイトロン科学部員。並都幼稚園の健康診断を行う専任保健師（非常勤）。
大月満
オオカミセイジン。20歳。ヘイトロン成人部所属。園児に抱擁等をするため彼らからロリコンと勘違いされている。
能力は共鳴増幅型。
輪島
わし組の担任。
黒井加純
並都幼稚園保健医。イカの怪人。擬態で姿を自在に変える能力を持っている。通称「尻咬博士」。

### 伊良部家
伊良部家には8か条からなる家訓がある。
伊良部まほろ
長女。オロチ（大蛇）の怪人。38話時点で26歳の専業主婦。非常に明朗な性格で伊良部家では母親代わりを務めている。
丸飲みした相手をすぐさま消化できる。
伊良部桜子
次女。教師の項を参照。
伊良部杏奈
三女。アナコンダの怪人。38話時点で20歳の大学生。ブリッ子であるが怪力。小梅の事を「こうみゅん」と呼ぶ。
伊良部晴美
四女。ハブの怪人。38話時点で17歳の高校生。ギャル。小梅の事を「こうめっぴ」と呼ぶ。
伊良部桃花
五女。ガラガラヘビの怪人。38話時点で14歳の中学生。インドア派。小梅と仲良くしたいと思っているが、本心とは裏腹につい毒を吐いてしまう。
伊良部睦樹
六女。マムシの怪人。38話時点で11歳の小学5年生。既に中学受験の対策をしているガリ勉。姉妹に対しても敬語で接する。
伊良部小梅
七女。へび組の項を参照。
伊良部乃月
八女。ツチノコの怪人。赤ん坊。

### その他
小桑忍
クワガタエンジ。並都幼稚園を脱走した怪人。海の家でバイトをしている。角田を兄貴と呼ぶ。
角田一人
カブトエンジ。日に焼けた肌をした筋骨隆々の男。小桑と同じく並都幼稚園を脱走した怪人で海の家でバイトをしている。
グソクオニ
ヘイトロン怪人の試作型。オニヒトデとダイオウグソクムシの合体怪人。エンジらの前に試練として立ち塞がる予定だった。
総統
ヘイトロンの首領にして並都幼稚園の園長。
守屋しろね
ヤモリエンジ。並都幼稚園卒園の実習として市役所に潜入調査をしている。

## 用語
ヘイトロン
世界の征服を目指す悪の秘密結社。
怪人
ヘイトロンの各作戦を担う戦力。「エンジ期」と呼ばれる第一形態、「怪人期」と呼ばれる第二形態がある。怪人の中でも選ばれた極一部の者が「幹部怪人期」と呼ばれる第三形態になる。
並都幼稚園
改造手術を受けた子供達が人間社会に潜入し紛れ込むための知識・技術を学ぶ教育施設。卒園条件は2年間の一般教養の修得と人間形態を完全に取れる事である。
大肝試予行演習会
本部地下で行われる。ヘイトロン首領も視察に来る事もある。
並の湯
ヘイトロン職員専用の浴場施設。本部地下にあり一般の入浴施設を利用する事が出来ない改造人間や工作員がリフレッシュするためのリゾート施設。職員に常時無料で開放されている。「毒の湯」「灼熱の湯」「底なしの沼」「硫酸のプール」「ピラニア」等がある。

## 書誌情報
- 新貝田鉄也郎 『怪人ようちえん -monster's kindergarten-』 集英社〈ヤングジャンプ・コミックス・ウルトラ〉、全4巻
  1. 2015年8月24日発行（8月19日発売[集 1]）、ISBN 978-4-08-890261-6
  2. 2016年11月23日発行（11月18日発売[集 2]）、ISBN 978-4-08-890552-5
  3. 2017年12月24日発行（12月19日発売[集 3]）、ISBN 978-4-08-890831-1
  4. 2019年3月19日発行（3月19日発売[5]） 、ISBN 978-4-08-891240-0

## その他
1巻の帯推薦文は藤林聖子、2巻は小林靖子が、3巻は萩原一至が書いている。

### 単行本
1. ↑  “怪人ようちえん -monster's kindergarten-/1｜新貝田 鉄也郎｜ヤングジャンプコミックスウルトラ｜”. 2017年7月30日閲覧。
2. ↑  “怪人ようちえん -monster's kindergarten-/2｜新貝田 鉄也郎｜ヤングジャンプコミックスウルトラ｜”. 2017年7月30日閲覧。
3. ↑  “怪人ようちえん -monster's kindergarten-/3｜新貝田 鉄也郎｜ヤングジャンプコミックスウルトラ｜”. 2017年12月19日閲覧。